# Дерда Ярослав Миколайович

Дерда Ярослав Миколайович

### Герой російсько-української війни, письменник.
[ред. | ред. код]

## Життєпис
[ред. | ред. код]
Народився 6 липня 1981 року в селі Водиця Рахівського району Закарпатської області. З 1987 - го по 1988 - ий рік навчався у Водицькій ЗЗСО I-III ступеня.
У 1999 році він переїхав у село Білогородка Хмельницької області, де влаштувався на роботу в місцеве сільськогосподарське підприємство. У 2003 році Ярослав одружився на Наталії, а через рік у них народилася донька Ірина. Ярослав багато років працював за межами України та за кордоном.

### Повномасштабне вторгнення
[ред. | ред. код]
Звання: солдат
Посада: гранатометник
Підрозділ: гірсько-штурмовий взвод гірсько-штурмової роти гірсько-штурмового батальйону військової частина А1556
У травні 2022 року на добровільній основі пішов захищати Батьківщину. У складі групи українських військових з вересень по жовтень 2022 року проходив навчання у Великобританії. Після завершення навчання Ярослав Дерда брав участь в бойових діях у Херсонській, Запорізькій та Донецькій областях.
Він був гранатометником гірсько-штурмового взводу гірсько-штурмової роти гірсько-штурмового батальйонувійськової частина А1556
Загинув 11 грудня 2022 року під час штурмових дій противника в селі Яковлівка Бахмутського району Донецької області.

Збірка поезій

Розгорнута збірка з фото автора

## Творчість
[ред. | ред. код]
Ярослав Дерда всі свої думки, помисли і мрії він вкладав у рядки своїх віршів, які писав усе своє життя. Збірка його поезій вийшла уже після загибелі Героя - поета 21 березня 2023 року "З любов'ю в серці". Книга складається з трьох розділів: "Рідний край", "Самотня ніч. Перша і остання любов", "Вірші для донечки". Видання збірки вийшло невеликим тиражем - всього 20 примірників.

## Відзнаки бійця
[ред. | ред. код]
За особисту мужність і самовіддані дії, виявлені у захисті державного суверенітету та територіальної цілісності України, вірність Військовій Присязі, відповідно до указу Президента України Володимира Зеленського посмертно нагороджено орденом "За мужність" III ступеня.